# Северо-Западная компания
Северо-Западная компания (англ. North West Company) — торговая компания, занимавшаяся преимущественно торговлей мехом. Располагалась в Монреале с 1779 по 1821 год. Была главным конкурентом Компании Гудзонова залива на территории, позднее ставшей Западной Канадой. Конкуренция между компаниями дошла до вооружённого противостояния, и в конце концов они были принуждены к слиянию.

## Ранняя история

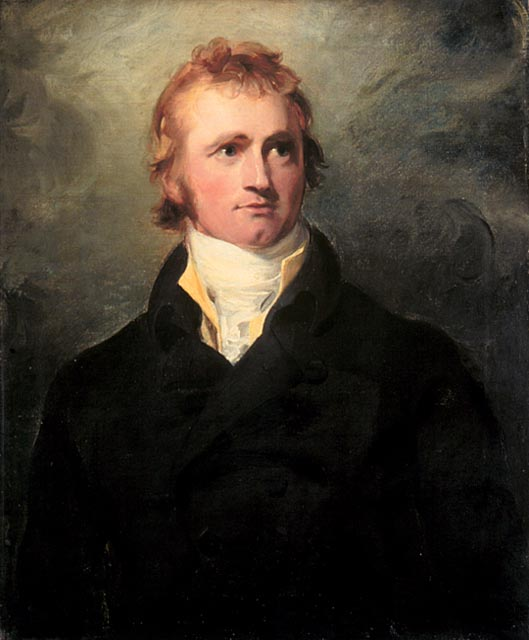
Александр Маккензи, портрет работы Томаса Лоуренса, около 1800, Национальная галерея, Оттава

В 1779 году была сформирована организация, в которою входило 16 торговых домов Монреаля. До 1783 года она представляла собой не более чем площадку для координации усилий этих торговых домов по противодействию Компании Гудзонова залива в сфере торговли мехом, а её составные части фактически действовали независимо. В 1783 году была официально создана Северо-Западная компания с конторой на улице Водрёй (Vaudreuil) в Монреале. Во главе компании стояли Бенджамин Фробишер, его брат Джозеф Фробишер и Саймон Мактэвиш. В 1787 году компания слилась с Gregory, McLeod and Co., а в 1779 году на службу компании поступил Александр Маккензи. Задача последнего состояла в руководстве освоением западных территорий так называемых «зимующих партнёров» (wintering partners), которые, собственно, осуществляли торговлю мехом с индейцами. Главным торговым центром компании стал Грэнд-Портедж на озере Верхнее, ныне штат Миннесота. В 1803 году операции были перенесены в Форт-Уильям, ныне провинция Онтарио.
Затем компания расширила свою деятельность на земли западнее озера Атабаска, исследованные благодаря состоявшим на службе компании Саймону Фрейзеру, Маккензи и Дэвиду Томпсону, которые в конце концов пересекли Скалистые горы и вышли к Тихому океану.

## Расширение деятельности
В 1787 году умер Бенджамин Фробишер, и Джозеф Фробишер и Саймон Мактэвиш заключили соглашение, по которому Мактэвиш стал фактически единоличным главой компании. В ноябре 1787 года была основана компания McTavish, Frobisher and Company, контролировавшая одиннадцать из двенадцати основных пакетов акций Северо-Западной компании (всего в компании в этот момент было 23 акционера). На службе компании на различных должностях находились до двух тысяч человек. В 1795 и 1802 годах была проведена дальнейшая реорганизация компании, число акционеров увеличилось для того, чтобы включить как можно больше «зимующих партнёров».
В 1792 году была окончательно сформирована вертикальная структура компании в противовес изначальной горизонтальной. В этом году Саймон Мактэвиш и Джон Фрейзер основали компанию в Лондоне, McTavish, Fraser and Company, задачей которой было снабжение Северо-Западной компании продуктами и сбыт меха. Хотя большая часть служащих компании, в том числе Мактэвиш и Фробишеры, были англо-квебекцами, франкоканадцы также играли важную роль в компании, как в управлении, так и в торговле с индейцами на местах.
На северо-западе компания вела свои дела на территориях до Большого Медвежьего озера, на западе она перешла Скалистые горы. В течение нескольких лет компания пыталась продавать меха непосредственно в Китай, причём для того, чтобы обойти монополию Британской Ост-Индской компании на торговлю Великобритании с Китаем, использовались корабли под флагом США. Эти операции, однако, оказались финансово невыгодными и были вскоре прекращены. Другим направлением экспансии компании была принадлежащая США Северо-Западная территория, где в 1795 году Жак Вьё основал торговый пост в современном городе Милуоки. В 1796 году компания открыла бюро в Нью-Йорке в связи с усилением глобальной торговли, в которой политика играла существенную роль.
Несмотря на все успехи, Северо-Западная компания находилась в невыгодной ситуации по сравнению с Компанией Гудзонова залива, которая имела фактическую монополию на торговлю в Земле Руперта, производившей лучшие меха. Компания пробовала обратиться к парламенту Великобритании с просьбой хотя бы разрешить транзит товаров на запад для обмены на меха. Саймон Мактэвиш персонально обращался к премьер-министру Уильяму Питту. На все обращения был получен отказ.

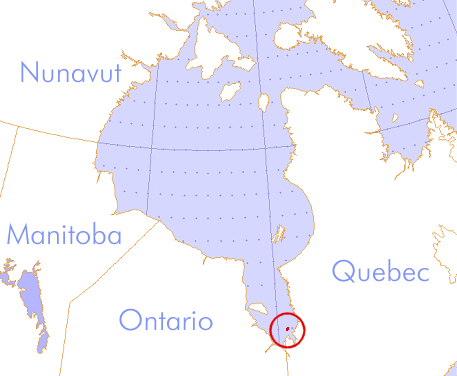
Остров Чарльтон

В 1803 году Северо-Западная компания организовала две экспедиции, одну по суше и одну по воде, из Монреаля в залив Джеймс, основную базу торговли Компании Гудзонова залива. В сентябре 1803 года обе экспедиции встретились на острове Чарльтон, объявив его собственностью компании. Мактэвиш надеялся, что после этого Компания Гудзонова залива пойдёт на переговоры, однако последняя выбрала вооружённый конфликт.

## Конец XVIII — начало XIX века
Саймон Мактэвиш проводил довольно агрессивную политику компании, за счёт чего нажил немало врагов. Некоторые основатели компании, недовольные его политикой, покинули Северо-Западную компанию в 1790-е годы. Некоторые из них образовали новую компанию, известную как «XY Company» по клейму, которое ставили на шкуры. В 1799 году последняя начала операции на тех же территориях, что и Северо-Западная компания. В 1801 году в неё вошёл Александр Маккензи.
В 1809 году Дэвид Томпсон основал пост Северо-Западной компании «Saleesh House» в Монтане, который затем разросся до размеров города и был назван в честь основателя Томпсон-Фолс.